# Drag Race Germany (prima edizione)
La prima edizione di Drag Race Germany è andata in onda in Germania dal 5 settembre al 21 novembre 2023 sul canale televisivo MTV e sulla piattaforma streaming Paramount+.
Il 15 agosto 2023 sono state annunciate le undici concorrenti, provenienti da diverse parti della zona D-A-CH, in competizione per ottenere il titolo di Germany Next Drag Superstar.
Pandora Nox, vincitrice dell'edizione, ha guadagnato come premio 100000 €, una fornitura di un anno di cosmetici della Anastasia Beverly Hills, una corona e uno scettro di Amped Accessories.

## Concorrenti
Le undici concorrenti che prendono parte al reality show sono:
| Concorrente          | Vero nome                   | Età | Città                           | Posizionamento |
| -------------------- | --------------------------- | --- | ------------------------------- | -------------- |
| Pandora Nox          | Pandora Bösmüller           | 29  | Vienna – Austria                | Vincitrice     |
| Metamorkid           | Kevin                       | 24  | Vienna – Austria                | Finaliste      |
| Yvonne Nightstand    |                             | 29  | Berlino – Germania              | Finaliste      |
| Kelly Heelton        | Fausto Israel de Souza      | 41  | Wiesbaden – Germania            | 4º posto       |
| Loreley Rivers       |                             | 24  | Düsseldorf – Germania           | 5º posto       |
| Victoria Shakespears | Vitor Hugo Souza            | 29  | Basilea – Svizzera              | 6º posto       |
| Nikita Vegaz         |                             | 38  | Berlino – Germania              | 7º posto       |
| Tessa Testicle       | Lorenzo Cicirò              | 25  | Basilea – Svizzera              | 8º posto       |
| LéLé Cocoon          |                             | 23  | Francoforte sul Meno – Germania | 9º posto       |
| The Only Naomy       |                             | 22  | Colonia – Germania              | 10º posto      |
| Barbie Q             | Nicolás Mateo Aguirre Ossio | 25  | Monaco di Baviera – Germania    | 11º posto      |

## Tabella eliminazioni
| 1  | Pandora    | Loreley    | Metamorkid | Nikita     | Loreley    | Kelly      | Kelly      | Yvonne     | Metamorkid | Yvonne     | Pandora Nox       |
| 2  | Barbie     | Pandora    | Kelly      | Pandora    | Metamorkid | Pandora    | Pandora    | Metamorkid | Yvonne     | Pandora    | Metamorkid        |
| 3  | LéLé       | Tessa      | Victoria   | Kelly      | Victoria   | Yvonne     | Metamorkid | Kelly      | Pandora    | Metamorkid | Yvonne Nightstand |
| 4  | Metamorkid | Naomy      | LéLé       | Yvonne     | Yvonne     | Metamorkid | Yvonne     | Pandora    | Kelly      | Kelly      |                   |
| 5  | Loreley    | Nikita     | Nikita     | Victoria   | Kelly      | Loreley    | Loreley    | Loreley    |            |            |                   |
| 6  | Yvonne     | LéLé       | Loreley    | Metamorkid | Nikita     | Victoria   | Victoria   |            |            |            |                   |
| 7  | Kelly      | Yvonne     | Pandora    | Loreley    | Pandora    | Nikita     |            |            |            |            |                   |
| 8  | Naomy      | Metamorkid | Yvonne     | Tessa      | Tessa      |            |            |            |            |            |                   |
| 9  | Nikita     | Kelly      | Tessa      | LéLé       |            |            |            |            |            |            |                   |
| 10 | Tessa      | Victoria   | Naomy      |            |            |            |            |            |            |            |                   |
| 11 | Victoria   | Barbie     |            |            |            |            |            |            |            |            |                   |

Legenda:
     La concorrente ha vinto la gara
     La concorrente è arrivata in finale ma non ha vinto la gara
     La concorrente è arrivata in finale, ma è stata eliminata
     La concorrente ha vinto la puntata
     La concorrente ha vinto la sfida principale
     La concorrente ha vinto la sfilata
     La concorrente figura tra le prime, si è esibita in playback ma ha perso
     La concorrente figura tra le prime ma non ha vinto la puntata
     La concorrente è salva e accede alla puntata successiva (l'ordine di chiamata è casuale)
     La concorrente figura tra le ultime ma non ed è a rischio eliminazione
     La concorrente figura tra le ultime due ed è a rischio eliminazione
     La concorrente è stata eliminata

## Giudici
- Barbie Breakout
- Gianni Jovanovic
- Dianne Brill

### Giudici ospiti
- Shirin David
- KostantinosTheStylist
- Denis We
- Raffa's Plastic Life
- Estefania Elisa
- Sasha Velour

## Special guest
- Walter Gomez
- Nubia Ortega
- Norvina

## Riassunto episodi

### Episodio 1 –Auftakt
Il primo episodio della prima edizione tedesca si apre con le concorrenti che entrano nell'atelier. La prima a entrare è Yvonne Nightstand, l'ultima è Kelly Heelton. Barbie Breakout e Gianni Jovanovic fanno il loro ingresso annunciando l'inizio di una nuova edizione e dando il benvenuto alle concorrenti.
- La mini sfida: le concorrenti prendono parte ad un servizio fotografico a tema principesse di Baviera, dove devono posare su una pedana girevole mentre devono resistere ad una bufera di neve generato da un ventilatore. La vincitrice della mini sfida è Pandora Nox.
- La sfida principale: Barbie Breakout e Gianni Jovanovic annunciano che le concorrenti, devono presentare un outfit da sfoggiare sulla passerella, che deve rappresentare il loro stesse ed il loro essere una drag queen.

Giudice ospite della puntata è Shirin David. Barbie Breakout dichiara Metamorkid, Loreley, Yvonne, Kelly e Naomy salve, e lascia le altre concorrenti sul palco per le critiche. Tessa Testicle e Victoria Shakespears sono le peggiori, mentre Pandora Nox è la migliore della puntata.
- L'eliminazione: Tessa Testicle e Victoria Shakespears vengono chiamate ad esibirsi con la canzone Liebe wir di Shirin David. Dopo un'esibizione fantastica da parte di entrambe, Barbie Breakout decide di non voler fare eliminazioni per festeggiare la prima puntata: sia Tessa Testicle e Victoria Shakespears sono pertanto salve.

### Episodio 2 –Fetisch
Il secondo episodio si apre con le concorrenti che rientrano nell'atelier dopo la mancata eliminazione, con Tessa e Victoria grate di avere ancora una possibilità per dimostrare le loro qualità. Successivamente le concorrenti si complimentano con Pandora per la prima vittoria dell'edizione.
- La mini sfida: le concorrente devono improvvisare un video work-out, dove devono correre su un tapis roulant con i tacchi con l'obiettivo di essere il più divertenti possibile. La vincitrice della mini sfida è Yvonne Nightstand.
- La sfida principale: le concorrenti devono realizzare un outfit d'alta moda utilizzando esclusivamente oggetti e materiali che rientarano nella sfera del mondo fetish. Barbie Breakout ritorna nell'atelier per vedere come procedono i preparativi della sfida, offrendo alle concorrenti consigli su come eccellere nella sfida di moda.

Il tema della sfilata è Fetish, dove le concorrenti devono presentare l'outfit appena creato. Barbie Breakout dichiara Naomy, Nikita, LéLé, Yvonne e Metamorkid salve, e lascia le altre concorrenti sul palco per le critiche. Victoria Shakespears e Barbie Q sono le peggiori, mentre Loreley Rivers è la migliore della puntata.
- L'eliminazione: Victoria Shakespears e Barbie Q vengono chiamate ad esibirsi con la canzone Break My Heart di Dua Lipa. Victoria Shakespears si salva, mentre Barbie Q viene eliminata dalla competizione.

### Episodio 3 –DRAGORT
Il terzo episodio si apre con le concorrenti che rientrano nell'atelier dopo l'eliminazione di Barbie Q, con Victoria disposta a tutto per evitare di finire di nuovo tra le peggiori. Il giorno successivo le concorrenti discutono sulle prossime sfide che le attendono.
- La sfida principale: le concorrenti prendono parte a un musical ispirato a CSI - Scena del crimine, in cui ogni concorrente avrà il ruolo di un personaggio ispirato da uno proveniente dall'omonima serie televisiva. Durante l'assegnazione dei ruoli, si vengono a creare delle tensioni fra alcune delle concorrenti che vogliono interpretare lo stesso personaggio. Le concorrenti raggiungono il palcoscenico principale, dove ad attenderle c'è Nubia Ortega, con la quale registrano la traccia per lo spettacolo. I personaggi interpretati dalle concorrenti sono stati:

| Concorrente          | Personaggio interpretato |
| -------------------- | ------------------------ |
| Kelly Heelton        | Conférenciére            |
| LéLé Cocoon          | Opfer                    |
| Loreley Rivers       | Pathologin               |
| Metamorkid           | Kommissarin              |
| Nikita Vegaz         | KGB Agentin              |
| Pandora Nox          | Clan Boss                |
| Tessa Testicle       | Influencer               |
| The Only Naomy       | Model                    |
| Victoria Shakespears | Sandmännchen             |
| Yvonne Nightstand    | DJane                    |

Giudice ospite della puntata è KostantinosTheStylist. Il tema della sfilata è Glitter Party, dove le concorrenti devono sfoggiare un abito tempestato di glitter. Barbie Breakout dichiara LéLé, Nikita, Loreley e Pandora salve, e lascia le altre concorrenti sul palco per le critiche. Tessa Testicle e The Only Naomy sono le peggiori, mentre Metamorkid è la migliore della puntata.
- L'eliminazione: Tessa Testicle e The Only Naomy vengono chiamate ad esibirsi con la canzone Holding Out for a Hero di Bonnie Tyler. Tessa Testicle si salva, mentre The Only Naomy viene eliminata dalla competizione.

### Episodio 4 –Lustige Geschäfte
Il quarto episodio si apre con le concorrenti che rientrano nell'atelier dopo l'eliminazione di Naomy, con Tessa, seppur triste dell'uscita di una sua cara amica, è grata di avere un'altra possibilità mostrare il suo talento ai giudici. Il giorno successivo nell'atelier si discute di quale "Paese" ha conseguito più vittorie durante la competizione.
- La mini sfida: le concorrenti devono "leggersi" a vicenda, ovvero dire qualcosa di cattivo ma facendolo in modo scherzoso. La vincitrice della mini sfida è Kelly Heelton.
- La sfida principale: le concorrenti, divise in tre gruppi, devono ideare, realizzare e produrre uno spot commerciale per promuovere un prodotto innovativo. Avendo vinto la mini sfida, Kelly ha la possibilità di formare le squadre. Dopo aver scritto il copione, le concorrenti raggiungono Barbie Breakout e Gianni Jovanovic, che aiuteranno a produrre gli spot nel ruolo di registe.

| Concorrente          | Prodotto                                         | Tipo di prodotto                     |
| -------------------- | ------------------------------------------------ | ------------------------------------ |
| Kelly Heelton        | Klappe! Die Vierten                              | Dentiere in stile palla da discoteca |
| Nikita Vegaz         | Klappe! Die Vierten                              | Dentiere in stile palla da discoteca |
| Yvonne Nightstand    | Klappe! Die Vierten                              | Dentiere in stile palla da discoteca |
| Loreley Rivers       | Wurschel dich frei – Fragrance by Britney Spears | Dopobarba all'acqua di salsiccia     |
| Metamorkid           | Wurschel dich frei – Fragrance by Britney Spears | Dopobarba all'acqua di salsiccia     |
| Victoria Shakespears | Wurschel dich frei – Fragrance by Britney Spears | Dopobarba all'acqua di salsiccia     |
| LéLé Cocoon          | DIY Safe Space                                   | Tenda per lo spazio personale        |
| Pandora Nox          | DIY Safe Space                                   | Tenda per lo spazio personale        |
| Tessa Testicle       | DIY Safe Space                                   | Tenda per lo spazio personale        |

Giudice ospite della puntata è Denis We. Il tema della sfilata è Nights of 1000 Angie's, dove le concorrenti devono sfoggiare un abito che rispecchi un look iconico di Angela Merkel. Barbie Breakout dichiara Kelly, Yvonne, Victoria e Metamorkid salve, e lascia le altre concorrenti sul palco per le critiche. Tessa Testicle e LéLé Cocoon sono le peggiori, mentre Nikita Vegaz e Pandora Nox sono le migliori della puntata; rispettivamente la migliore della sfida e la migliore della sfilata.
- L'eliminazione: Tessa Testicle e LéLé Cocoon vengono chiamate ad esibirsi con la canzone About Damn Time di Lizzo. Tessa Testicle si salva, mentre LéLé Cocoon viene eliminata dalla competizione.

### Episodio 5 –Barbie Zalesh
Il quinto episodio si apre con le concorrenti che rientrano nell'atelier dopo l'eliminazione di LéLé, con Loreley triste per l'uscita poiché consapevole del suo talento, affermando inoltre che era convinta di andare al playback. Il giorno successivo nell'atelier, le concorrenti fanno il calcolo delle vittorie di tutte.
- La mini sfida: le concorrenti, divise in due squadre, prendono parte al gioco Zack Zack, versione rivisitata del gioco della Sciarada, con l'obbiettivo di indovinare più parole maligne. La prima squadra è formata da Yvonne, Victoria, Kelly e Nikita, mentre la seconda è composta da Pandora, Loreley, Tessa e Metamorkid. Le vincitrici della mini sfida sono Pandora Nox, Loreley Rivers, Tessa Testicle e Metamorkid.
- La sfida principale: le concorrenti, divise in quattro coppie, devono improvvisare degli sketch nello show Richterin Barbie Zalesh, un programma relativo a casi giudiziari stile Forum. Avendo vinto la mini sfida, Pandora, Loreley, Tessa e Metamorkid avranno la possibilità di scegliere per primi i ruoli da interpretare. Metamorkid e Pandora appariranno in Augenbrauen-Gate, Kelly e Victoria appariranno in Ziehmutter, Nikita e Yvonne appariranno in Catfish ed, infine, Loreley e Tessa appariranno in Tortenschlacht.

Giudice ospite della puntata è KostantinosTheStylist. Il tema della sfilata è Rave Parade, dove le concorrenti devono sfoggiare un abito perfetto per una serata al rave party. Barbie Breakout dichiara Yvonne e Kelly salve, e lascia le altre concorrenti sul palco per le critiche. Tessa Testicle e Pandora Nox sono le peggiori, mentre Loreley Rivers è la migliore della puntata.
- L'eliminazione: Tessa Testicle e Pandora Nox vengono chiamate ad esibirsi con la canzone Atemlos durch die Nacht di Helene Fischer. Pandora Nox si salva, mentre Tessa Testicle viene eliminata dalla competizione.

### Episodio 6 –Snatch Game at Sea
Il sesto episodio si apre con le concorrenti che rientrano nell'atelier dopo l'eliminazione di Tessa, con Pandora felice di aver dimostrato di essere un'avversaria temibile anche nel playback.
- La mini sfida: le concorrenti prendono parte ad un servizio fotografico a tema "due facce", dove devono posare con un trucco che rappresenti sia un lato maschile sia uno femminile per sponsorizzare le fraganze di Bruno Banani. Le vincitrici della mini sfida sono Metamorkid e Nikita Vegaz.
- La sfida principale: le concorrenti prendono parte alla sfida più attesa in ogni edizione dello show, lo Snatch Game. Gianni Jovanovic e Dianne Brill sono i concorrenti del gioco. Le concorrenti dovranno scegliere una celebrità e impersonarla per l'intero gioco, con lo scopo di essere il più divertenti possibili. Barbie Breakout ritorna nell'atelier per vedere quali personaggi sono stati scelti, inoltre, aiuta le concorrenti con vari consigli per dare il meglio nel gioco. Le celebrità scelte dalle concorrenti sono state:

| Concorrente          | Personaggio interpretato |
| -------------------- | ------------------------ |
| Kelly Heelton        | Bruce Darnell            |
| Loreley Rivers       | Ludwig van Beethoven     |
| Metamorkid           | Wolfgang Amadeus Mozart  |
| Nikita Vegaz         | Silvia Wollny            |
| Pandora Nox          | Arnold Schwarzenegger    |
| Victoria Shakespears | Inês Brasil              |
| Yvonne Nightstand    | Vincent Raven            |

Giudice ospite della puntata è Raffa's Plastic Life. Il tema della sfilata è Dinner Is Served, dove le concorrenti devono sfoggiare un abito ispirato ad un piatto tipico della gastronomia tedesca. Barbie Breakout dichiara Metamorkid salva e lascia le altre concorrenti sul palco per le critiche. Victoria Shakespears, Loreley Rivers e Nikita Vegaz sono le peggiori, mentre Kelly Heelton è la migliore della puntata.
- L'eliminazione: Victoria Shakespears, Loreley Rivers e Nikita Vegaz vengono chiamate ad esibirsi con la canzone Flowers di Miley Cyrus. Victoria Shakespears e Loreley Rivers si salvano, mentre Nikita Vegaz viene eliminata dalla competizione.

### Episodio 7 –Arm Aber Sexy
Il settimo episodio si apre con le concorrenti che rientrano nell'atelier dopo l'eliminazione di Nikita, al settimo cielo per essere a metà percorso ma, allo stesso tempo, sono consapevoli che non possono commettere ulteriori errori.
- La mini sfida: le concorrenti devono vestirsi da rockstars, e successivamente prendere parte ad un provino dove canteranno Born Naked di RuPaul. La vincitrice della mini sfida è Metamorkid.
- La sfida principale: le concorrenti partecipano al German Ball, dove presenteranno tre look differenti; il terzo dovrà essere cucito e assemblato a mano. Avendo vinto la mini sfida, Metamorkid ha possibilità di scegliere per prima i materiali da utilizzare per la sfida. Le categorie sono:
  - Dreifache Enthüllung: tre look in uno;
  - My Future Self: un look che rappresenti una loro versione futuristica;
  - Arm Aber Sexy: un look d'alta moda realizzato in giornata con materiali non convenzionali che si possono trovare per le strade di Berlino.

Giudice ospite della puntata è Estefania Elisa. Dopo la sfilata e le critiche dei giudici, Barbie Breakout dichiara Loreley Rivers e Victoria Shakespears le peggiori, mentre Pandora Nox e Kelly Heelton sono le migliori della puntata.
- L'eliminazione: Loreley Rivers e Victoria Shakespears vengono chiamate ad esibirsi con la canzone Nobody's Supposed to Be Here (Hex Hector Dance Mix) di Deborah Cox. Loreley Rivers si salva, mentre Victoria Shakespears viene eliminata dalla competizione.

### Episodio 8 –Comedy Roast
L'ottavo episodio si apre con le concorrenti che rientrano nell'atelier dopo l'eliminazione di Victoria, con Yvonne è molto amareggiata poiché è l'unica concorrente rimasta in gara a non avere ottenuto ancora una vittoria, mentre Loreley è preoccupata per il suo percorso in costante discesa.
- La mini sfida: le concorrenti devono "sedurre" Dianne Brill con l'obbiettivo di entrare nel suo esclusivo nightclub. La vincitrici della mini sfida sono Kelly Heelton e Metamorkid.
- La sfida principale: le concorrenti prendono parte alla prima edizione del Drag Tastischer Comedy-Roast, dove dovranno "leggere", in maniera scherzosa e ironica, i giudici dell'edizione e le concorrenti avversarie. L'ordine di esibizione della sfida è: Metamorkid, Kelly, Loreley, Yvonne e Pandora; Una volta scritte le battute le concorrenti raggiungono il palcoscenico principale, dove Barbie Breakout e Gianni Jovanovic offrono consigli su come eccellere in una sfida comica.

Giudice ospite della puntata è Estefania Elisa. Il tema della sfilata è A Hairy Affair, dove le concorrenti devono sfoggiare un abito fatto con delle parrucche. Dopo la sfilata e le critiche dei giudici, Barbie Breakout dichiara Loreley Rivers e Pandora Nox le peggiori, mentre Yvonne Nightstand è la migliore della puntata.
- L'eliminazione: Loreley Rivers e Pandora Nox vengono chiamate ad esibirsi con la canzone Chandelier di Sia. Pandora Nox si salva, mentre Loreley Rivers viene eliminata dalla competizione.

### Episodio 9 –Web Show
Il nono episodio si apre con le concorrenti che rientrano nell'atelier dopo l'eliminazione di Loreley, al settimo cielo per essere le ultime quattro rimaste. Intanto Yvonne è felice di essere riuscita a vincere finalmente la sua prima sfida.
- La sfida principale: le concorrenti, divise in coppie, devono ideare, realizzare e produrre il proprio web show. La prima coppia è composta da Kelly e Pandora, mentre la seconda è composta da Yvonne e Metamorkid. Dopo aver scritto il copione, le concorrenti raggiungono Barbie Breakout e Gianni Jovanovic, che aiuteranno a produrre i web nel ruolo di registi. Prima della sfilata, le concorrenti ricevono dei video-messaggio d'incoraggiamento da parte dei propri cari.

| Concorrente       | Nome web serie  | Contenuto web serie     |
| ----------------- | --------------- | ----------------------- |
| Kelly Heelton     | Wet Webshow     | Tutorial sulle red flag |
| Pandora Nox       | Wet Webshow     | Tutorial sulle red flag |
| Metamorkid        | Tits and Tricks | Tutorial per drag queen |
| Yvonne Nightstand | Tits and Tricks | Tutorial per drag queen |

Giudice ospite della puntata è Estefania Elisa. Il tema della sfilata è Opera Queens, dove le concorrente devono sfoggiare un abito ispirato ad un'opera lirica. Visto l'ottimo lavoro di tutte le concorrenti, Barbie Breakout annuncia che non ci sarà nessuna eliminazione e che le due concorrenti con il punteggio più alto si sfideranno in un playback della vittoria per decretare la migliore della puntata. Yvonne Nightstand e Metamorkid vengono nominate le migliori della sfida.
- Il playback della vittoria: Yvonne Nightstand e Metamorkid vengono chiamate ad esibirsi con la canzone Rock Me Amadeus di Falco. Metamorkid viene dichiarata vincitrice del playback e, inoltre, viene proclamata anche la migliore della puntata.

### Episodio 10 –Makeover
Il decimo episodio si apre con le concorrenti che rientrano nell'atelier dopo il playback della vittoria, con Metamorkid al settimo cielo per aver vinto il primo Lipsync for the Win nella storia dell'edizione tedesca. Il giorno successivo le concorrenti discutono sulle vittorie di tutte, e su chi riuscirà ad accedere alla finale.
- La sfida principale: le concorrenti devono fare un make-over, cioè truccare e preparare un fan del programma per farli diventare simili in drag, realizzando due abiti a tema dirndl, l'abito tradizionale della cultura tedesca. Avendo vinto la puntata precedente, Metamorkid ha la possibilità di formare le coppie per la sfida. Durante la preparazione della sfida, le concorrenti e i fan si confrontano tra loro su diverse questioni, come ad esempio come i fan hanno avuto momenti complicati nelle loro vite a causa del loro orientamento sessuale e su come le concorrenti devono costantemente dare il massimo per essere accettate nella società.

| Concorrente       | Fan (Nome Reale) | Origini  | Fan (Nome in Drag)     |
| ----------------- | ---------------- | -------- | ---------------------- |
| Kelly Heelton     | Fernando         | Colombia | Nelly Heelton-Westwood |
| Metamorkid        | Garbiel          | Austria  | Metamortoth            |
| Pandora Nox       | Francisco        | Messico  | Franny Nox             |
| Yvonne Nightstand | Ralf             | Germania | Chair Nightstand       |

Giudice ospite della puntata è Sasha Velour. Il tema della sfilata è Dragtastic Drindl Makeover, dove le concorrenti e i superfan devono sfoggiare due abiti in stile drindl che rappresenti la loro famiglia drag. Dopo la sfilata e le critiche dei giudici, Barbie Breakout dichiara Kelly Heelton e Metamorkid le peggiori, mentre Yvonne Nightstand è la migliore della puntata ed accede alla finale, Pandora Nox si salva ed accede alla finale.
- L'eliminazione: Kelly Heelton e Metamorkid vengono chiamate ad esibirsi con la canzone Heart to Break di Kim Petras. Metamorkid si salva e accede alla finale, mentre Kelly Heelton viene eliminata dalla competizione.

### Episodio 11 –Reunion
In questo episodio, tutte le concorrenti si riuniscono insieme con Barbie Breakout e Gianni Jovanovic, per parlare della loro esperienza nello show: discutendo di quali sono stati i loro momenti migliori, delle sfide più difficili e delle scelte di stile effettuate delle concorrenti durante lo show.
Inoltre viene eletta la Miss Simpatia dello show che, come accade nella versione statunitense, è stata scelta dalle concorrenti. A vincere il titolo è stata Victoria Shakespears.

### Episodio 12 –Finale
Il dodicesimo ed ultimo episodio di quest'edizione si apre con le concorrenti che, dopo l'annuncio delle tre finaliste, discutono nell'atelier su chi riuscirà a vincere l'edizione e su chi sarà proclamata la prima Drag Superstar tedesca.
Per l'ultima prova, prima di incoronare la vincitrice di quest'edizione, le concorrenti devono cantare, ballare ed esibirsi dal vivo sulla canzone di RuPaul Call Me Mother e poi devono prendere parte ad un'intervista con Barbie Breakout. Le concorrenti raggiungono lo studio, dove dovranno realizzare insieme la coreografia. Nel frattempo a una ad una le concorrenti prendono parte all'intervista con Barbie Breakout che pone domande sulla loro esperienza in questa edizione di Drag Race Germany.  
I giudici della puntata sono: Barbie Breakout, Gianni Jovanovic e Dianne Brill. Il tema della sfilata è Best Drag Look, dove tutte le concorrenti dell'edizione devono sfilare con il loro vestito migliore. Dopo le critiche, le finaliste tornano nell'atelier dove ad aspettarle ci sono tutte le concorrenti dell'edizione, dove discutono dell'esperienza vissuta nello show.
Al ritorno sulla passerella, Barbie Breakout comunica che tutte le finaliste hanno rubato la scena e che si affronteranno insieme per la sfida finale. Pandora Nox, Metamorkid e Yvonne Nightstand si esibiscono in playback sulla canzone Rise like a Phoenix di Conchita Wurst. Dopo l'esibizione, Barbie Breakout dichiara Pandora Nox vincitrice della prima edizione di Drag Race Germany.